# Booster Gold
Booster Gold (Michael Carter) es un superhéroe de ficción que aparece en los cómics estadounidenses publicados por DC Comics. Creado por Dan Jurgens, el personaje apareció por primera vez en Booster Gold # 1 (febrero de 1986) y ha sido miembro de la Liga de la Justicia.
Inicialmente, se lo representa como una nave de exhibición del futuro en busca de gloria, que utiliza el conocimiento de eventos históricos y tecnología futurista para escenificar actos heroicos de alta publicidad. Booster se desarrolla a lo largo de su historial de publicaciones y a través de tragedias personales para convertirse en un verdadero héroe lastrado por la reputación que se creó.
El personaje ha sido interpretado en la televisión de acción en vivo por Eric Martsolf en Smallville y por Donald Faison en la séptima temporada de la serie Arrowverso DC's Legends of Tomorrow. El personaje aparecerá en una próxima serie de televisión homónima en HBO Max, ambientada en la franquicia de medios DC Universe (DCU).

## Historial de publicaciones
Booster Gold apareció por primera vez en Booster Gold # 1 (febrero de 1986), siendo el primer personaje nuevo significativo introducido en la continuidad del Universo DC después de Crisis on Infinite Earths. Al año siguiente, comenzó a aparecer regularmente en la serie de la Liga de la Justicia, permaneciendo como miembro del equipo hasta que el grupo se disolvió en 1996. Él y sus antiguos miembros de la Liga aparecieron posteriormente como los "Superbuddies" en la miniserie Anteriormente conocida como la Liga de la Justicia y su JLA: Secuela clasificada "No puedo creer que no sea la Liga de la Justicia".
El 16 de marzo de 2007, en Wizard World Los Ángeles, Dan Didio anunció una nueva serie en curso titulada All-New Booster Gold, que luego se publicó simplemente como Booster Gold. La serie sigue los eventos de 52 y fue coescrita inicialmente por Geoff Johns y Jeff Katz, con arte del creador Jurgens y Norm Rapmund. La serie se centra principalmente en el viaje en el tiempo clandestino de Booster Gold dentro del Universo DC.. La serie también cuenta con Rip Hunter, Skeets y los antepasados de Booster, Daniel Carter y Rose Levin, como personajes secundarios. El lema de la serie es: "¡El héroe más grande del que nunca has oído hablar!". Katz y Johns dejaron el libro después de 12 números (# 1-10, # 0 y un número de One Million). Jurgens y Rapmund se quedaron. Jurgens asumió las tareas de redacción luego de cuatro números de los invitados Chuck Dixon y Rick Remender.
En mayo de 2010, Keith Giffen se hizo cargo del título de Booster Gold, vinculándolo con la miniserie de 26 semanas Justice League: Generation Lost, en la que Booster se unió con [Fuego (cómic)|Fuego]], Hielo y Capitán Átomo para derrotar al resucitado Maxwell Lord. Desde julio de 2010 hasta febrero de 2011, Booster protagonizó junto a Rip Hunter, Green Lantern y Superman en la miniserie de seis números Time Masters: Vanishing Point, parte del arco "El regreso de Bruce Wayne", que también reintrodujo el Flash Reverso y estableció los antecedentes para el evento de cruce de DC 2011 Flashpoint Jurgens regresó al título principal de Booster Gold con el número 44.

## Biografía ficticia

### Desde el futuro
Michael Jon Carter nació pobre en Gotham City del siglo XXV. Él y su hermana gemela Michelle nunca conocieron a su padre porque se fue después de apostar todo su dinero. Michael era un atleta talentoso que asistía a la Universidad de Gotham con una beca de fútbol. En Gotham U, Michael era un mariscal de campo estrella hasta que su padre volvió a entrar en su vida y lo convenció de perder deliberadamente los juegos por motivos de juego. Fue expuesto, deshonrado y expulsado. Más tarde, pudo conseguir un trabajo como vigilante nocturno en el Museo Espacial de Metropolis, donde estudió exhibiciones sobre superhéroes y villanos del pasado, en particular del siglo XX.
Con la ayuda de un robot de seguridad llamado Skeets, Michael robó dispositivos de las exposiciones de los museos, incluyendo un anillo de vuelo de la Legión de Super-Héroesy un cinturón de campo de fuerza de Brainiac 5. Utilizó la Espera de Tiempo de Rip Hunter, también están en exhibición en el museo, a los viajes al siglo XX, la intención de convertirse en un superhéroe y formando una corporación en torno a sí mismo para hacer una vida cómoda. Es un auto-promotor descarado cuya obsesión por la fama y la riqueza irrita a otros héroes.
El apodo de Carter como jugador de fútbol era "Booster", pero su nombre de superhéroe del siglo XX elegido era "Goldstar". Después de salvar al presidente, Carter destrozó los dos nombres, lo que hizo que el Presidente de los Estados Unidos, Ronald Reagan, lo presentara como "Booster Gold". El nombre se quedó. En una broma en todo el Universo DC, la gente lo llama erróneamente "Buster" para su disgusto.

### Celebridad
Booster se basa originalmente en la ciudad natal de Superman, Metrópolis. Comienza su carrera de héroe evitando que el asesino cambiante Chiller, un agente de The 1000, mate al Presidente de los Estados Unidos y lo reemplace. Con la posterior exposición pública, Booster firma una multitud de acuerdos comerciales y cinematográficos. Durante su carrera, su hermana Michelle Carter, impulsada por un traje magnético, sigue sus pasos como la superheroína Goldstar. Booster queda devastada cuando muere luchando contra criaturas de otra dimensión. Amasando una pequeña fortuna, Booster funda Goldstar, Inc. (más tarde Booster Gold International) como sociedad de cartera y contrata a Dirk Davis para que actúe como su agente. Durante el evento de Milenio, Davis revela que él es un Manhunter disfrazado y que desvió dinero de las cuentas de Booster con la esperanza de no dejarle más remedio que cumplir las órdenes de los Manhunters. Aunque los Manhunters finalmente son derrotados, Booster se queda en bancarrota.

### Liga de la Justicia
Booster Gold es un personaje clave en la renovación de la Liga de la Justicia de finales de los 80 y principios de los 90 por los escritores Keith Giffen y J. M. DeMatteis. Booster Gold se asocia con frecuencia con el miembro de la Liga de la Justicia, Blue Beetle, y los dos se convierten rápidamente en mejores amigos. Las apariciones notables del dúo incluyen un período como superhéroes repo men y como las mentes detrás de la construcción de un complejo de juegos, Club JLI, en la isla viviente Kooey Kooey Kooey.
Después de demasiadas vergüenzas y añoranza por su antigua reputación, Booster abandona la Liga para fundar Conglomerate, un equipo de superhéroes cuya financiación proviene de patrocinadores corporativos. Booster y su equipo están decididos a comportarse como héroes legítimos, pero descubren que sus patrocinadores los comprometen con demasiada frecuencia. Conglomerate se reforma varias veces después de que Booster se reincorpora a la Liga, aunque sin mucho éxito.
Cuando un extraterrestre llega a la Tierra en un alboroto, Booster acuña el nombre Doomsday para él. Mientras lucha contra la entidad, el disfraz de Booster es destruido. Blue Beetle puede diseñar un disfraz nuevo y más voluminoso para reemplazarlo, aunque este disfraz a menudo funciona mal. Durante una batalla posterior con Devastator, un sirviente del Overmaster, Booster casi muere y pierde un brazo. Nuevamente, Blue Beetle acude en su ayuda, diseñando un traje que actúa como un sistema de soporte vital además de replicar los poderes de los trajes anteriores de Booster. Este traje también incluye un brazo de repuesto cibernético.

### Extreme Justice
Después de que la Liga de la Justicia se desmorona, Booster Gold se une a Extreme Justice, un equipo dirigido por el Capitán Átomo. Mientras es miembro de este equipo, Booster hace un trato con el supervillano Monarch, quien cura completamente las heridas de Booster para que pueda quitarse nuevamente su traje de batalla. Booster se pone un nuevo disfraz creado por Blue Beetle. Skeets actúa como su controlador de sistemas, quien ayuda a Booster y es capaz de tomar el control del disfraz si Booster queda inconsciente.
Tras la disolución de Extreme Justice, este traje se destruye. El Profesor Hamilton crea un nuevo traje, basado en los diseños tanto del traje original del siglo 25 como del traje de contención de energía que Superman llevaba en ese momento. Aparentemente, este traje se modifica más tarde para parecerse más al traje original de Booster.

### Cuenta regresiva a la Crisis Infinita: el proyecto OMAC
Después de los eventos descritos en la serie limitada Crisis de identidad, en la que Sue Dibny es asesinada, Gold se retira brevemente, pero luego ayuda a Blue Beetle a descubrir quién está manipulando Industrias KORD. Booster resulta gravemente herido en una explosión en la casa de Kord, y se revela que su compañero Skeets ha sido desmantelado por su tecnología del siglo 25 por la organización Checkmate.
En la serie limitada Proyecto OMAC, Booster Gold reúne a los viejos héroes de la Liga de la Justicia Internacional para investigar la desaparición de Blue Beetle. Al final de la serie, está arruinado física y emocionalmente, después de haber destruido gran parte de su equipo en la lucha contra los OMACs. Ha visto morir a su amigo Rocket Red en batalla. Descubrió que otro amigo, Maxwell Lord, es el responsable de matar a Blue Beetle y que de hecho, Lord siempre odió a los metahumanos y superhéroes. En un momento de autorreflexión, se da cuenta de que si solo se hubiera molestado en recordar más de lo que fue la historia en su época natal, podría haber advertido a sus amigos. Dando un beso de despedida a la frente de su compañera de equipo herida Fuego mientras ella yacía en una cama de hospital, él deja caer sus gafas al suelo y se va, diciendo solo que ha decidido "irse a casa", lo que implica un regreso al siglo 25.

## Crisis Infinita
En Crisis Infinita, Gold resurge en las ruinas de la Atalaya de la Liga de la Justicia en la luna, junto con Skeets, nuevamente calificado como un criminal en su tiempo por "secuestrar registros históricos". Cuando Skeets no logra localizar al Detective Marciano ausente, Booster busca a Jaime Reyes, el nuevo Blue Beetle, a quien rápidamente lleva a la Batcave. Booster le dice a Batman el tema de los registros robados: Batman nunca encuentra al Hermano Ojo, pero Booster insinúa que, con la ayuda de Jaime, pueden tener éxito. La misión tiene éxito y Booster juega un papel fundamental en la destrucción del satélite.

### 52 y Supernova
A raíz de Infinite Crisis, Superman, Batman y Wonder Woman retiran temporalmente sus identidades disfrazadas, y los héroes restantes asisten a un homenaje a Superboy en Metrópolis. Booster asiste al memorial, pero cuando Superman, Batman y Wonder Woman no llegan como él esperaba, sospecha que su compañero robot Skeets no funciona correctamente y se pone histérico. Después de que Skeets informa otros datos históricos incorrectos, Booster busca respuestas en el búnker del desierto de Rip Hunter, un viajero en el tiempo, y lo encuentra lleno de enigmáticas notas garabateadas. Booster encuentra fotos de él y Skeets rodeadas por las palabras "su culpa" con flechas apuntando hacia ellos.
Booster aparentemente se enoja cuando aparece un nuevo y misterioso superhéroe llamado Supernova. Su reputación arruinada, Booster intenta recuperar el centro de atención conteniendo una explosión, pero parece morir en el intento. Skeets usa al antepasado de Booster, Daniel Carter, para recuperar el acceso al laboratorio de Hunter, donde ve las fotos y flechas apuntando hacia él. Skeets atrapa a Carter en un bucle de tiempo en el búnker y se dispone a localizar al propio Hunter.
Supernova se encuentra con Rip Hunter en la Ciudad Botella de Kandor, y Hunter examina varios artículos de alta tecnología que Supernova le ha traído. Cuando Skeets los descubre, Supernova se revela a sí mismo como Booster Gold y pelea con él, revelando cómo él y Rip Hunter usaron el viaje en el tiempo para fingir su muerte y crear una rivalidad entre Booster y él mismo como Supernova. Hunter y Booster intentan atrapar a Skeets en la Zona Fantasma, pero Skeets parece comerse la subdimensión y persigue a sus dos adversarios a través del tiempo.
Aparece en la Tercera Guerra Mundial. Intenta robar un misil, pero se va después de darse cuenta de que apareció antes de que fuera lanzado. Booster aparece más tarde ante Steel y Natasha Irons, robando el misil nanobot que estaban a punto de usar en Black Adam, diciendo que lo necesita más que ellos y que de todos modos no habría funcionado para su propósito original; Booster desaparece rápidamente. Durante su misión de salto en el tiempo, se detiene brevemente en el futuro lejano, robando a los Dominadoresde un arma experimental diseñada para lidiar con viajeros en el tiempo. Tratando de explicar su situación a los señores de la guerra alienígenas, los hace sospechar ya que confunden su perorata de "tener que salvar 52 mundos" con una advertencia de que la Tierra y 52 mundos sin nombre los invadirán después del ataque de Booster.
Booster regresa al presente, usando T. O. Morrow como cebo para sacar a Skeets. Skeets se revela a sí mismo como Mister Mind disfrazado, habiendo usado el caparazón de Skeets como capullo para evolucionar a un ser capaz de devorar el Multiverso. Booster y Rip huyen a la corriente temporal con los restos de Skeets y regresan al final de Crisis Infinita. Rip y Booster son testigos del nacimiento del nuevo Multiverso, formado por 52 universos paralelos. Mister Mind intenta atrapar a Booster y Rip en la Zona Fantasma que devoró cuando se volvió contra él, pero Supernova lo detiene (ahora Daniel Carter, que se salvó del bucle de tiempo en el que estaba atrapado por Rip y le dio el atuendo de Michael), que restaura la Zona Fantasma a su lugar original. Mister Mind luego devora años y eventos de cada uno de los 52 mundos, alterando su historia en el proceso. El real Skeets le da a Booster una charla que lo inspira a detener a Mister Mind.
Booster viaja al día después del final de Crisis on Infinite Earths en New Earth, donde recupera el escarabajo Blue Beetle de Ted Kord. Usando el escarabajo, junto con el Suspendium robado por Rip Hunter, el caparazón destrozado de Skeets y los poderes de Supernova, Rip, Booster y Daniel atrapan a Mister Mind dentro de Skeets y lo arrojan a la corriente temporal, atrapando a Mister Mind en un ciclo de tiempo repetitivo de 52 segundos, donde es capturado por el Doctor Sivana. Como recompensa por ayudar a salvar el Multiverso, Rip descarga la programación de Skeets en un Responsómetro de repuesto. Rip, Booster y Daniel deciden mantener en secreto la existencia del nuevo Multiverso.
Will Magnus luego repara Skeets usando el Responsómetro, aunque Skeets no tiene memoria del año pasado. Mientras tanto, Daniel Carter decide quedarse con el disfraz de Supernova y comenzar su propia carrera de superhéroe. Su resolución se debilita con el tiempo, y comienza a usar el traje para jugar videojuegos, porque no necesita comer, beber o dormir mientras lo usa.

### Un año después
Después de los eventos de 52, Booster Gold regresa en su segunda serie en solitario con el primer arco de la historia "52 Pick-Up". Booster solicita a la Liga de la Justicia que lo admitan y que el grupo decida a regañadientes monitorearlo durante la semana siguiente. Sin embargo, Rip Hunter le informa a Booster que la historia se ha vuelto maleable después del alboroto de Mister Mind y el daño anterior a la línea de tiempo.
Una nueva supernova villana surge después de robar el disfraz de Daniel, y con la ayuda del malvado viajero del tiempo Rex Hunter, tiene la intención de explotar las debilidades de la historia, ansiosa por reescribirla y destruir la Liga (más tarde se revela que, de hecho, están trabajando bajo las órdenes de Ultra-Humanita, Despero y Per Degaton). Como se piensa que Booster es un bufón, la persona o personas detrás de la alteración del tiempo no sospecharán que los está frustrando, pero Booster debe mantener su mala reputación para protegerse. La condición de Booster para seguir las órdenes de Rip es que puede viajar atrás en el tiempo para evitar la muerte de su mejor amigo, Ted Kord.
A pesar de las objeciones de Rip, Booster y tres Blue Beetles se unen para rescatar a Kord momentos antes de su muerte. Lo logran, y el dúo restaurado Azul / Oro abandona a Rip Hunter para ponerse del lado del grupo Blue Beetles. Rip toma represalias presentando a los antepasados de Michael, Daniel Carter y Rose Levin, réplicas de los trajes Supernova y Booster Gold, afirmando que el legado heroico de la familia Carter comienza "ahora mismo". Cuando el tiempo "solidifica" tras el rescate de Kord, y los otros tres Beetles regresan a su propio tiempo, Ted y Michael descubren que, como consecuencia del cambio de la línea de tiempo, el mundo se ha visto invadido por los OMAC de Maxwell Lord.
Durante una batalla final entre el JLI rehecho y los OMAC, los Time Stealers regresan y son derrotados. Sin embargo, Booster sufre una tragedia cuando no puede evitar que Ted entre en una esfera de tiempo con el Black Beetle para cambiar el pasado por última vez, restableciendo la historia y sacrificándose.
Más tarde es transportado al siglo 853, donde se enfrenta a Peter Platinum, un estafador que intenta superar a Booster para ganar dinero con actos heroicos. Cuando regresa al presente, se enfurece por las respuestas poco comprensivas de Rip a su terrible experiencia y abandona. Batman le dice a Booster que sabía de los intentos de Booster de prevenir la mutilación de Barbara Gordon y hace tiempo que se ha dado cuenta de que Booster no es tan tonto como parece, ofreciendo su amistad. Booster resuelve seguir trabajando con Rip, incluso si no será "divertido". Rip revela que puede salvar a la hermana de Booster, Michelle, de momentos antes de su muerte, alegando que hay una escapatoria debido a que Michelle es del futuro. También se revela a la audiencia que Hunter es el hijo de Booster: mientras Michelle y Michael salen a comer, Rip dice "Sigue así, papá".
Booster ha mostrado su dedicación, ahora se hace llamar "Time Master" (con Hunter) y entrena a su hermana.

### Blackest Night
En relación con el evento Blackest Night, Booster se enfrenta a Ted Kord, reanimado como Black Lantern. Al principio no disponible debido a revivir el funeral de Ted en el pasado, regresa para encontrarse con su antepasado Daniel Carter, solo para encontrar al Bug abandonado y estrellado en su casa. Luego, encuentra al Black Lantern golpeando a Jaime Reyes, Daniel y Skeets. Atacado por él, saca a Daniel y Rose de la escena y se dirige a Industrias Kord para armarse. Utiliza una pistola de luz especial diseñada por Ted para destruir el cadáver y separar el anillo con luz, simulando el espectro emocional.
Al separar el cadáver del anillo, recoge los restos de Ted antes de que el anillo pueda reanimarlos y los lleva a la Esfera del Tiempo a la Fortaleza del Punto de Fuga para asegurarlos. Se siente algo aliviado cuando Skeets usa el equipo especial de vigilancia crónica de la Fortaleza para mostrar imágenes de los días del Equipo Azul y Oro. Jaime promete estar a la altura del legado de Kord y eventualmente formar un nuevo equipo Azul y Dorado. Encuentran evidencia en el almacén de alguien más entrando, a pesar de que las puertas estaban codificadas genéticamente, con solo dos personas autorizadas para el acceso: Ted y Booster.

### Brightest Day
A continuación, Booster encuentra a su hermana viviendo en Coast City pocas horas antes de su destrucción. Aunque no pueden salvar a su novio, Booster y Michelle arreglan su relación, y ella acepta no dejarlo. Este arco presenta a un Booster Gold mayor, el hombre que entrenó a Rip Hunter y fue el maestro tanto del Tiempo, el Multiverso y el Hipertiempo. Rip revela que este Booster no es solo su padre, sino que también ha estado viendo a Rip entrenar al joven Booster Gold, ayudándolo cuando es necesario. El viejo Booster también revela que todavía está casado con la madre de Rip, y que Michelle está con ellos en algún momento desconocido.
En Justice League: Generation Lost, Booster es parte de la persecución para llevar ante la justicia al resucitado Maxwell Lord. Encuentra a Max pero es golpeado brutalmente. Fuego, Hielo y el Capitán Átomo lo encuentran justo cuando Lord usa sus poderes psíquicos al máximo para borrar todo recuerdo de sí mismo de las mentes del mundo entero. Por alguna razón, Booster, Fuego, Hielo y Átomo son los únicos que recuerdan a Lord y lo ven en imágenes grabadas. Al tratar de convencer a Batman (Dick Grayson), Booster se horroriza al saber que, gracias a Max, el mundo cree que Ted Kord se suicidó. Fuego, Hielo y el Capitán Átomo pronto son instalados por Max para aislarlos de sus aliados, pero, irónicamente, Booster se queda solo porque su reputación ya es pobre.

### Regreso del LJI
A los restos del LJI, aparentemente por casualidad, se unen los sucesores de Blue Beetle (Jaime Reyes) y Rocket Red. Rocket Red declara al equipo recién formado como la nueva Liga de la Justicia Internacional, lo que llevó a Booster a darse cuenta de que Max Lord los manipuló para estar juntos. Más tarde, durante el asalto a Checkmate, Fuego y Hielo discuten cómo Booster se ha convertido en el líder del equipo.
Cuando el miembro de su equipo, Jaime, es secuestrado y torturado por Max, Jaime le indica al resto del LJI que los lleve a la sede de Max. El LJI llega demasiado tarde, y Max le dispara a Jaime en la cabeza, matándolo de la misma manera que su predecesor, Ted Kord. Booster Gold se enfurece y su equipo intenta derribar a Max, pero Max escapa del JLI usando una de las cápsulas de escape de su cuartel general. El LJI lleva a Jaime a la superficie terrestre, donde los paramédicos intentan resucitarlo. Sin embargo, sus esfuerzos fallan porque Jaime ya había muerto. Mientras el equipo lidia con la pérdida de Jaime, Booster Gold se culpa a sí mismo por llevar al equipo a tanto peligro y quiere abdicar como líder. El resto del equipo escucha su despotricar y lo convence de que creen en él. Gold todavía está molesto, diciendo que no pueden ganar contra Max, cuando Blue Beetle de repente se sienta, su herida sanó, declarando que conoce los planes finales de Max y que pueden detenerlo.
Mientras el JLI se entera de que Jaime está vivo, Batman y Power Girl se unen al equipo. Mientras tanto, Max envía los OMAC para atacar al JLI. Mientras los JLI luchan contra OMAC Prime, Booster localiza el cuartel general volador de Max y lo ataca para encontrarse cara a cara con Max. Durante la batalla, Booster sacó a Max del cuartel general y termina cayendo al suelo. Booster Gold salva a Max en el último momento, pero Max lo controla mentalmente hasta que se enfrenta al Capitán Átomo. El Capitán Átomo obliga a Max a deshacer el borrado mental global. Max luego se teletransporta para escapar. Posteriormente, Booster y Batman se propusieron reformar el JLI.

### Flashpoint
Después del evento Time Masters: Vanishing Point, Rip Hunter les informó que alguien se coló en la base de JLI, dejando mensajes en una pizarra sobre la línea de tiempo alterada. Cuando la Tierra entró en una línea temporal alternativa debido a las acciones de Flash, Booster y Skeets despiertan y son los únicos que recuerdan la línea temporal original (más tarde, Booster se da cuenta de que la protección crónica en su traje lo salvó de ser borrado). Gold viaja a Coast City, pero los soldados estadounidenses lo atacan confundiéndolo con una amenaza atlante. Skeets se daña cuando Gold es atacado por el Proyecto Seis de los militares, que se revela como Doomsday.
Durante la batalla en Coast City, descubre que Doomsday está controlado por el general Nathaniel Adam. Se escapa de Doomsday y luego salva a una mujer llamada Alexandra Gianopoulos del ataque de Doomsday. Se entera de que la línea de tiempo ha cambiado, sospechando del Profesor Zoom. Alexandra y Booster se separaron, pero ella secretamente tiene poderes que le permiten tomar los poderes de los demás y seguirlo. Más tarde, vuela a Gotham City cuando Doomsday lo ataca. Alexandra destruye el enlace de control del general Adam en un intento por rescatar a Booster. La verdadera personalidad de Doomsday sale a la superficie y ataca a Booster. Durante la pelea, Doomsday lo golpea casi hasta la muerte, pero es rescatado por Alexandra. Intenta evitar que Doomsday mate a personas inocentes y se las arregla para volver a ponerse el casco de Doomsday. El control de Doomsday se devuelve a Adam, quien agarra a Booster, con la esperanza de matarlo. Afortunadamente, Adam lo lleva de regreso a la base para interrogarlo, lo que le permite escapar cuando la vista del "Proyecto Superman" hace que resurja la verdadera personalidad de Doomsday. Alexandra derrota a Doomsday usando el casco de control para hacer que Doomsday se desgarre, y luego le pide a Booster que la lleve con él cuando restaure la historia a la normalidad. Alexandra posteriormente se sacrifica para salvar a Booster de un ataque atlante, dejándolo regresar a Vanishing Point cuando la historia se reinicia sin ningún recuerdo claro de su tiempo en el universo "Flashpoint". Antes del evento Time Masters: Vanishing Point, Alexandra apareció de alguna manera en la base de JLI y dejó los mensajes sobre la línea de tiempo alterada en la pizarra antes de desaparecer.

### The New 52
En septiembre de 2011, The New 52 reinició la continuidad de DC. En esta nueva línea de tiempo, Booster Gold aparece como parte de la nueva serie Justice League International series. En la continuidad posterior a Flashpoint, Booster es retratado con su personalidad original de búsqueda de gloria y es elegido por la ONU para liderar el JLI debido a su sentido de las relaciones públicas e ingenuidad. Se toma en serio su papel de liderazgo y se esfuerza por convertirse en un mejor héroe y modelo a seguir. Sin embargo, a pesar de sus mejores esfuerzos y apoyo de Batman, quien oficialmente cede al liderazgo de Booster después de apoyar a Booster como líder, el JLI se desmorona debido a una serie de ataques contra el grupo que deja a los miembros muertos o heridos. Sin embargo, a pesar de sus mejores intentos por traer nuevos miembros, Booster luego observa con horror como el héroe OMAC traiciona al equipo e inflige más carnicería, incluido el teletransporte de Blue Beetle al mundo natal de la malvada especie "Reach".
Al final, Gold se enfrenta a lo que parece ser una versión anterior de él, un agente de A.R.G.U.S que le advierte a su yo actual que evite que Superman y Wonder Woman salgan juntos. No evitarlo, sin explicación, haría que Booster Gold dejara de existir. Cuando el monitor de JLI revela a Superman y Wonder Woman besándose, el futuro Gold desaparece. El Gold actual desaparece momentos después. La directora de A.R.G.U.S., Amanda Waller, ordena a Chronos que busque al Gold contemporáneo a través del tiempo, pero Chronos es capturado por la Sociedad Secreta antes de llevar a cabo su misión. El antiguo Booster Gold reaparece misteriosamente en otras líneas de tiempo, como Gotham City del siglo XIX. En Booster Gold: Futures End # 1, el Booster más antiguo aclara que no es una versión anterior del New 52 Booster, sino una versión anteriorde él de un universo que ha dejado de existir. El Booster mayor es enviado a toda velocidad a través de la línea de tiempo, y finalmente se encuentra con su hermana, Goldstar, que se encuentra en una versión de Metrópolis que ha sido sellada en una burbuja por una versión divina de Brainiac de un universo alternativo. Son teletransportados al lugar donde Brainiac mantiene cautivo al joven New 52 Booster. Brainiac amenaza con matar a Michelle a menos que el joven Booster ceda la ubicación de Vanishing Point, lo que él reconoce. El Booster mayor sabe que esto podría conducir al final del Multiverso, configurando los eventos de Convergencia.
En dos partes, Convergence: Booster Gold, Booster es encontrado por un cazador de desgarros previo a Flashpoint en Skartaris, donde los más antiguos Booster Gold y Goldstar están en prisión, en el planeta Telos, donde Brainiac ha reunido ciudades de toda la historia de la Multiverso. El New 52 Booster y Rip los lanzan a ambos. Hunter le dice a Gold que no ha viajado a través de la línea de tiempo, sino a través de las ciudades del planeta que ahora eran anomalías crónicas con las que estaba en conflicto, y que su cuerpo absorbió tanta radiación del viaje en el tiempo que estaba envejeciendo rápidamente y muriendo. El viejo pre-Flashpoint Booster se transporta de nuevo y se encuentra con la Hora Cero Ted Kord. Booster le explica a Kord que ha llevado una buena vida, se ha casado y ha tenido un hijo. Rip, el New 52 Booster y Michelle lo encuentran, y Rip obliga al New 52 Booster a llevar a su padre al campo crónico crudo contenido en Vanishing Point para curarlo; El cuerpo anterior a Flashpoint Booster es destruido, pero renace como Waverider, el viajero del tiempo cósmico que todo lo sabe. Waverider luego emerge en Telos en el número final de Convergence, junto con New 52 Booster y Goldstar para traer de vuelta a Brainiac, y lo convencen de salvar el Multiverso de su inminente destrucción. Brainiac luego envía a Zero Hour Parallax y pre Flashpoint Superman de regreso a la conclusión de Crisis on Infinite Earths para evitar el evento de crisis original, y esto da como resultado que muchos de los mundos clásicos del Multiverso renazcan en sus formas modernas.
Versiones alternativas de Booster Gold y Blue Beetle como eran antes de Cuenta regresiva a la Crisis Infinita aparecen en las páginas de Liga de la Justicia 3000 # 14, donde se despiertan de una animación suspendida de 1000 años en Takron-Galtos en el siglo 31. Según Keith Giffen, "son J.M. DeMatteis y mi Blue Beetle and Booster Gold".

### DC: Renacimiento
Booster Gold y su compañero robot Skeets regresan en Action Comics # 992. Superman sigue sufriendo mental y emocionalmente después de enterarse de que su padre, Jor-El, sobrevivió a la explosión de Krypton. Esto empeora aún más cuando se entera de que Jor-El también es el Sr. Oz. Superman, en busca de más respuestas, decide usar la cinta de correr cósmica para viajar en el tiempo y aprender más sobre las fuerzas invisibles que afectan al universo. Cuando finalmente gana suficiente velocidad para viajar en el tiempo, Booster Gold y Skeets aparecen un segundo demasiado tarde para detenerlo cuando Superman desaparece en la corriente del tiempo. Este Booster regresa a su disfraz Pre-Flashpoint, usando la Esfera de Tiempo una vez más y declara abiertamente que es un Maestro del Tiempo encargado de proteger la línea de tiempo. Booster Gold va a Krypton para sacar a Superman de allí antes de que arruine la línea de tiempo. Booster Gold le dice a Superman que no puede salvarlos en absoluto. Booster es capturado y encarcelado en una celda con su padre, quien se refiere a Booster lanzándole el partido de fútbol. Superman y Skeets rescatan a Booster, y Skeets le cuenta lo que su padre le hizo en el pasado. Superman se entristece al escuchar cómo esto afectó la vida de Booster Gold. Superman noquea al padre de Boosters Gold y saca a Booster de la cárcel. Booster va a ver a su madre por recomendación de Superman, donde pasa tiempo con ella, explicando su historia. Booster Gold y Superman son capturados por Zod después de que su Time Sphere se rompe en la línea de tiempo. Zod los ata y Erradicador, que trabaja para Zod, planea acabar con ellos. Skeets es destruido, devastando a Booster, pero se revela que Skeets descargó su memoria en un Eradicator para ayudar a liberar a Booster y Superman de Zod. Skeets, Booster y Superman ven a Krypton explotar desde la seguridad de la esfera temporal fija. La historia comienza a fijarse en torno a ellos. Skeets le dice a Superman la noticia de que Lois Lane y Jon fueron asesinados por soldados en el Medio Oriente mientras intentaban liberar al General Lane. Booster le dice a Skeets que retroceda en el tiempo para que puedan arreglarlo para Superman. Booster Gold va al Medio Oriente, noquea a los soldados y salva a Lois y Jon antes de que Superman llegue allí. De vuelta en la Atalaya, Flash está molesto porque tomaron su Cinta Cósmica para salvar a Krypton, lo que afectaría negativamente el tiempo. Booster Gold le dice a Flash que fue idea de Superman regresar, y que regresó para detener a Superman, quien admite que está equivocado.
Booster Gold fue visto en Gotham City con Green Lantern (Hal Jordan), quien se suicida con su propio anillo. Booster Gold y Skeets van a buscar a Batman, quien dispara a Booster. Huye de Batman, escondido en un callejón con Skeets, y le resulta extraño que Batman no sepa quién es y haya tratado de matarlo. Booster es capturado nuevamente por Batman, quien Skeets revela que es Dick Grayson, no Bruce Wayne. Booster Gold escapa y encuentra a Bruce Wayne, que está bailando en una fiesta con su madre, Martha. Booster le dice a Bruce que le consiguió un regalo: retrocedió en el tiempo y salvó a sus padres para enseñarle a Bruce la lección de que, aunque sucedieron cosas terribles, en última instancia fueron lo mejor, haciendo referencia a la historia de Alan Moore, "Para el hombre que tiene Todo". Bruce le cree, agarra un atizador de fuego y destruye Skeets, diciendo que prefiere la vida de esta manera.
Booster Gold saca a Selina Kyle de un manicomio. Sin que él lo sepa, esta versión es un loco asesino en serie. Él irrumpe en la Mansión Wayne para presentarle a Bruce Wayne. Ella mata a todos menos a Bruce antes de escapar con Batman (Dick Grayson) de esta línea de tiempo alternativa. Booster es encarcelado por Bruce Wayne, quien le dice a Booster que retroceda en el tiempo y evite los asesinatos de sus padres.

## Legado
Desde su origen, los personajes del Universo DC han insinuado que Booster Gold tiene un propósito mayor de lo que él cree.
Durante el evento Millennium, Harbinger le revela a Martian Manhunter que Booster desciende de los Elegidos y que debe ser protegido. Se revela que Booster está destinado a regresar al pasado para protegerlo de un evento desconocido en el futuro. En 52, Rip afirma que el momento en que Booster ayudó a salvar el multiverso de Mister Mind sería recordado en el futuro como el comienzo de los "años de gloria" de Gold. Más tarde, en la nueva serie Booster Gold, Rip insinúa un "legado heroico de Carter". Luego se revela que Booster es importante para los Maestros del Tiempo, ya que entrenará al "más grande de todos", siendo el padre y maestro del propio Rip Hunter, quien voluntariamente eligió proteger su identidad contra otros viajeros del tiempo, para pasar por la historia como el único perdedor del clan. A pesar de la desconfianza general hacia Booster, Rip y sus descendientes aparentemente conocen la verdad, siempre honrándolo.
Debido a la complicada mecánica de los viajes en el tiempo, el yo futuro de Booster, "actualmente" operando desde una era desconocida con su esposa educada en viajes en el tiempo, todavía vela por su yo pasado y su hijo, asegurándose de que Rip Hunter le dé a su pasado una educación adecuada. El Booster mayor actúa en total anonimato y tiene acceso a otro equipo "perdido en el tiempo" además de su traje, como las "supergafas" aparentemente destruidas de Superboy.
Debido a una paradoja de la predestinación, se revela que el futuro Booster es un Maestro del Tiempo con más experiencia que su hijo Rip Hunter, pero también que personalmente le encargó a Rip que educara a su yo pasado. También se da a entender que la salida del concepto de Hypertime, en lugar de un simple retcon, es el trabajo de Booster, ya que en el futuro se encomendó el papel de podar las líneas de tiempo divergentes de cada universo en el Multiverso.

## Poderes y equipo
Si bien Booster Gold no tiene habilidades sobrehumanas, es un excelente atleta. Demuestra suficiente fuerza de voluntad para usar su anillo de vuelo Legion a distancia, una hazaña que pocos han podido demostrar.
Booster obtuvo sus "poderes" de los artefactos que robó de un museo en el futuro. Un traje de poder le otorga súper fuerza y los blásteres de muñeca le permiten proyectar explosiones de fuerza. Los blásters de muñeca contienen los controles primarios y la fuente de alimentación del traje, así como el equipo de comunicaciones. Los circuitos de un cinturón de campo de fuerza (que una vez perteneció a Brainiac 5 de la legión de superhéroes) le permiten a Booster resistir ataques físicos y energéticos, y usa el campo de fuerza para repeler objetos con gran fuerza y generar un ambiente autónomo respirable. El campo de fuerza se centra en el cuerpo de Booster, pero puede expandirse e incluso proyectarse hacia afuera. Las gafas del disfraz tienen capacidades de aumento e infrarrojos. Además de los poderes de su traje, Booster puede volar gracias a un Anillo de vuelo Legión de Super-Héroes. Booster también puede absorber masa y expulsarla en su forma original o como una masa fundida, aunque esto agota su campo de fuerza por un tiempo después.
El equipo de Booster incluye:
- Anillo de Legión Vuelo
- Cinturón de campo de fuerza
- Traje de poder
- Circuitos de viaje en el tiempo
- Guanteletes
- Dispositivos de visera

## Otras versiones
Como la serie Booster Gold presenta el viaje en el tiempo como un elemento importante de la trama, Booster visita regularmente líneas de tiempo alternativas donde los eventos clave de la historia se jugaron de manera diferente. Ocasionalmente, en Booster Gold, y en Justice League International y dies, aparecen versiones alternativas de Booster de estas líneas de tiempo.
En I Can't Believe It's Not the Justice League, varios "Super Buddies" visitan un universo alternativo donde Maxwell Lord lidera un súper equipo violento de estríperes y ejecutores masculinos llamado "Power Posse". Un Gold aparentemente sin poder y que habla en la calle sirve como empleado. Es mucho más brutal, proxeneta abofeteando a una empleada simplemente porque el Señor lo ordena. Esta versión alternativa de JLI puede ser el mismo equipo que el Sindicato del Crimen de América basado en Antimatter Universe, que apareció por primera vez en Justice League Quarterly # 8 (1992) sin Booster Gold, pero muchos de los eventos de esta serie no parecen vincularse directamente a la continuidad.

### Elseworlds
En The Kingdom, la secuela de la serie Kingdom Come Elseworlds de Mark Waid y Alex Ross, Booster es el fundador y propietario del restaurante Planet Krypton. También se lo menciona en Kingdom Come por Fuego.
En Justice Riders, una versión occidental de la Liga de la Justicia de Chuck Dixon y J. H. Williams III, Booster es un jugador viajero que quiere unirse a la pandilla de la Sheriff Diana Prince. Para contrarrestar la ventaja de velocidad de la opción preferida de Prince, Wallace "Kid Flash" West, adquiere una ametralladora del excéntrico inventor Ted Kord. Al final de la historia, una vez que los Jinetes de la Justicia han derrotado a Maxwell Lord, Gold se dirige a Denver, donde "los tontos vienen en trenes todos los días".

### Smallville
Booster Gold aparece en el cómic digital de la temporada 11 de Smallville basado en la serie de televisión.

## Otros medios

### Televisión

#### Animación
- Booster Gold aparece en Liga de la Justicia Ilimitada, con la voz de Tom Everett Scott. Es miembro de la Liga de la Justicia.
- Booster Gold hace un cameo en Legión de Superhéroes. Es uno de los conserjes del museo de Superman, junto con Skeets.
- Booster Gold aparece en el episodio de Batman: The Brave and the Bold, "La amenaza del conquistador cavernícola", con la voz de Tom Everett Scott.[65]
- Booster Gold aparece en el episodio 46 de Mad. Se une a los otros superhéroes en un número musical que le pregunta a Superman, Wonder Woman y Batman por qué se llaman "Super Friends". Booster afirma que la membresía cambia con frecuencia y que "el compromiso es una farsa".
- Booster Gold aparece en Robot Chicken DC Comics Special, junto con otros miembros de la Liga de la Justicia.
- Booster Gold aparece en Justice League Action, con la voz de Diedrich Bader. Su compañero robot Skeets tiene una cámara instantánea estilo Polaroid que Booster usa con Batman en un episodio.
- Booster Gold aparece en la serie animada Teen Titans Go! con la voz de Fred Tatasciore. En esta versión está en una relación romántica con Ted Kord.[66][67]

#### Acción en vivo
- En noviembre de 2011, Syfy encargó una serie de televisión Booster Gold, desarrollada por Greg Berlanti y Andrew Kreisberg.[68] Kreisberg envió un guion a principios de junio de 2013.[69] El proyecto, sin embargo, nunca llegó a buen término.
- Booster Gold aparece en el episodio de Smallville, "Booster", interpretado por Eric Martsolf.[70][71][72] En el capítulo 18 de la temporada 10, quiere apodarse el nombre como el mejor súper héroe del mundo y llamar la atención de la prensa, lo cual Lois no lo deja y hace una campaña para la mancha.
- Los productores ejecutivos de Legends of Tomorrow, Marc Guggenheim y Phil Klemmer, habían hablado con frecuencia sobre traer Booster Gold a la serie, sin embargo, estuvo fuera de los límites durante la mayor parte del programa. El verdadero nombre de Rip Hunter, Michael, es una referencia a que Booster es su padre; además, algunos de los rasgos de carácter de Booster se mezclan con los de Rip.[73] Donald Faison finalmente interpretó a Booster Gold en el final de la temporada 7 "Knocked Down, Knocked Up". Mike es un "fijador de tiempo" que protege el punto fijo en 1916.[74] Mientras supuestamente acepta ayudar a las Leyendas, Mike secuestra la Waverider, destruye la máquina del tiempo de Gwyn Davies y parte en la Waverider para enfrentarse a sus superiores. Cuando Waverider regresa más tarde, las Leyendas lo encuentran en el puente esposado mientras el resto de la Policía del Tiempo llega para arrestar a las Leyendas por delitos relacionados con el tiempo. Durante este tiempo, las Leyendas se enteran de su alias de Booster Gold cuando uno de los oficiales de policía del tiempo lo llama "Buster" y lo corrige con "Booster".
- En enero de 2023, James Gunn anunció que se estaba desarrollando una serie de televisión Booster Gold para HBO Max y DC Studios.[75]

### Película
- Booster Gold es interpretado por Joe Bereta en el cortometraje de 2011 The Death and Return of Superman.[76][77]
- En mayo de 2016, se informó que Zack Stentz escribiría una película de Booster Gold con Greg Berlanti produciendo y posiblemente dirigiendo.[78] En septiembre de 2016, Berlanti declaró que la película no tenía ningún "tejido conectivo" con el Universo extendido de DC en ese momento.[79] En marzo de 2018, Greg Berlanti declaró y confirmó que la película Booster Gold todavía está en desarrollo a pesar de meses de inactividad y falta de informes de noticias.[80] En mayo de 2019, se informó que se había entregado un guion para la película y está pendiente de que el estudio lo autorice.
- Booster Gold aparece en Batman y Harley Quinn, con la voz de Bruce Timm. Booster Gold responde a la llamada de Batman y Nightwing a la Watchtower para obtener ayuda de la Liga de la Justicia, y Gold sugiere varios candidatos, todos los cuales son rechazados por Nightwing. Booster luego sugiere que podría ayudar, lo que Batman y Nightwing rechazan.
- Booster Gold hace una breve aparición en Teen Titans Go! to the Movies.

### Videojuegos
- Booster Gold aparece como un "héroe de salto" en Batman: The Brave and the Bold (videojuego) expresado de nuevo por Tom Everett Scott.
- Booster Gold aparece en DC Universe Online, con la voz de Tracy W. Bush. Da visitas virtuales a Metropolis y Gotham City y sirve como minijefe en modo dúo de H.I.V.E. Base Mission.
- Booster Gold aparece como un personaje jugable en el juego Lego Batman 3: Beyond Gotham, con la voz de Travis Willingham.
- Booster Gold aparece en un cartel en Batman: Arkham Knight.
- Booster Gold aparece como un personaje jugable en Lego DC Super-Villains, nuevamente con la voz de Travis Willingham.
- Booster Gold aparece como un personaje jugable en la versión móvil de Injustice 2.